# Douglas (Nebraska)
Douglas è un villaggio degli Stati Uniti d'America della contea di Otoe nello Stato del Nebraska. La popolazione era di 173 persone al censimento del 2010.

## Storia
Douglas è stata intrecciata circa nel 1888. Douglas era il nome da nubile della moglie del proprietario originario del sito della città.

## Geografia fisica
Douglas è situata a 40°35′35″N 96°23′14″W (40.592966, -96.387099).
Secondo lo United States Census Bureau, ha un'area totale di 0,22 miglia quadrate (0,57 km²).

## Società

### Evoluzione demografica
Secondo il censimento del 2010, c'erano 173 persone.

### Etnie e minoranze straniere
Secondo il censimento del 2010, la composizione etnica del villaggio era formata dal 98,3% di bianchi, l'1,2% di afroamericani, e lo 0,6% di due o più etnie. Ispanici o latinos di qualunque razza erano lo 0,6% della popolazione.